# Ostracion rhinorhynchos
Ostracion rhinorhynchos es una especie de peces de la familia Ostraciidae en el orden de los Tetraodontiformes.

## Morfología
• Los machos pueden llegar alcanzar los 35 cm de longitud total.

## Alimentación
Come invertebrados  bentónicos.

## Hábitat
Es un pez de mar de clima tropical y asociado a los  arrecifes de coral que vive entre 35-50 m de profundidad.

## Distribución geográfica
Se encuentra desde el África Oriental hasta Indonesia, el sur del Japón y el norte de Australia.